# VERMILLION RECORDS
VERMILLION RECORDS是B ZONE（前稱Being）及同子公司的音樂經紀公司VERMILLION（前：B.U.M）的唱片公司。此外，株式會社VERMILLION RECORDS是一家曾經做過同樣業務的公司。現為B ZONE的唱片公司之一。
是專屬所屬藝人B'z和其成員松本孝弘與稻葉浩志之SOLO活動的私人唱片公司。「VERMILLION」是將具有日本獨特風格的朱色之意「VERMILION」（松本提案），與百萬之意「MILLION」（稻葉提案）作結合的造詞。

## 沿革
- 1992年8月31日 - 由Being與BMG VICTOR（BMGビクター）（當時，現：Ariola Japan（日语：アリオラジャパン））共同出資，成立株式會社BMG ROOMS（株式会社BMG ROOMS）[注 1]。
- 1992年10月7日 - 作為第一篇新章，B'z的11th單曲以CD單曲和卡式錄音帶單曲發售。
- 1993年11月1日 - 作為管理BMG ROOMS所屬藝人樂曲的音樂出版公司，在同公司內成立株式會社ROOMS MUSIC（株式会社ルームスミュージック）[注 2]。
- 1995年5月31日 - 作為B'z的新私人唱片公司在同公司內成立VERMILLION。從16th單曲開始使用。
- 1995年9月1日 - 伴隨著Being的100%出資，公司名稱變更為株式會社Rooms RECORDS（株式会社ルームスレコーズ）。此時，本公司從澀谷轉移到六本木。
- 1996年9月1日 - 銷售商由BMG VICTOR，移管到於前年所成立的Being獨立開業經銷公司J-DISC（現：J-DISC Being）[注 3]。
- 2002年2月20日 - 株式會社Rooms RECORDS變更公司名稱為株式會社VERMILLION RECORDS[注 4]。
- 2003年10月1日 - Being再度實行將GIZA以外的樂曲統一管理，吸收了ROOMS MUSIC[注 5]。
- 2004年11月23日 - 作為松本孝弘的私人唱片公司在同公司內成立House Of Strings。
- 2007年5月19日 - 母公司Being將本公司與B-Gram RECORDS（日语：B-Gram RECORDS）企劃銷售的J-DISC Being事實上地吸收合併。不過，法人本身現存。

## 所屬藝人
- B'z
  - 松本孝弘
  - 稻葉浩志

## 曾所屬藝人
- 秋吉契里
- 織田哲郎
- Kevin Clone（日语：ケビン・クローン） ※僅BMG VICTOR時期。
- 栗林誠一郎（日语：栗林誠一郎）
- Quncho（日语：Quncho）
- 近藤房之助（日语：近藤房之助） - 移籍到ZAIN RECORDS。
- XERXES ※僅BMG VICTOR時期。隸屬於TUBE所屬的Guan Barl（日语：ぐあんばーる）。
- 西城秀樹
- 関ゆみ子（日语：有馬ゆみこ） ※僅BMG VICTOR時期。
- SO-FI（日语：SO-FI）
- DYNAMICS
- TARAKO ※僅BMG VICTOR時期。
- 坪倉唯子[注 6]
- DEEP'S（日语：DEEP'S）
- DIMENSION（日语：DIMENSION） - 移籍到ZAIN RECORDS。
- 中谷美紀[注 7]
- B.B.QUEENS
- Mi-Ke
- 矢嶋良介（日语：矢嶋良介）
- LOUDNESS - 2001年移籍到日本古倫美亞。
- 吉水孝之 - 1999年移籍到meldac（日语：メルダック）。

## 唱片公司
- VERMILLION RECORDS - 於2002年變更公司名稱時所設置的主要唱片公司。（規格編號：BM○V-○○○○）
  - House of Strings - 於2004年所成立的松本孝弘的私人唱片公司。（規格編號：BM○S-○○○○）

## 過去所成立的唱片公司
- ZEZ - 於1990年10月在Ariola Japan（日语：BMG JAPAN#BMGビクター）內所成立的B'z私人唱片公司。於1992年伴隨著同公司成立移管。使用至1994年發售的15th單曲為止。
- VERMILLION - 代替"ZEZ"，於1995年新成立的B'z私人唱片公司。使用至2009年發售的DVD『B'z LIVE-GYM Pleasure 2008 -GLORY DAYS-』為止。自同年發售的46th單曲以後的作品不再使用。
- Rhisome - 於1989年Being在Ariola Japan內成立的唱片公司。於1992年伴隨著同公司成立移管。以融合藍調（Fusion Blues）系的藝人為中心，近藤房之助（日语：近藤房之助）及坪倉唯子、DIMENSION（日语：DIMENSION）、栗林誠一郎（日语：栗林誠一郎）所屬。B.B.QUEENS的是由本唱片公司所發表，因為原盤權的關係由Ariola Japan繼續販售。於2002年結束。
- D.O.G. HOUSE - 於1991年Being在Ariola Japan內成立的唱片公司。於1992年伴隨著同公司成立移管。B.B.QUEENS及Mi-Ke等人所屬。自1997年SO-FI（日语：SO-FI）的專輯『SO-First（日语：SO-First）』以後不再由本唱片公司發行。
- Rooms RECORDS - 舊主要唱片公司。秋吉契里與LOUDNESS所屬。

## 原聲帶
連續劇
- ナースステーション（日语：ナースステーション (テレビドラマ)）（Rooms RECORDS時期發售）
- ホテルウーマン（日语：ホテルウーマン）（Rooms RECORDS時期發售）
- 明日を抱きしめて（日语：明日を抱きしめて）（Rooms RECORDS時期發售）
- 海猿

電影
- 不夜城（Rooms RECORDS時期發售）
- ULTRAMAN

## 關連項目
- B'z
  - 松本孝弘
    - House Of Strings

  - 稻葉浩志
- TMG
- 日本唱片公司列表（日语：日本のレコード会社一覧）
- 日本索尼音樂娛樂
  - Ariola Japan（日语：アリオラジャパン）
    - BMG JAPAN
    - FUNHOUSE
- Being集團列表
- B ZONE
- B-Gram RECORDS（日语：B-Gram RECORDS）
- ZAIN RECORDS（日语：ZAIN RECORDS）
- GIZA studio
- NORTHERN MUSIC
- J-DISC Being

## 腳註

### 出典
1. ↑  . ROOMS RECORDS. 1998-09-20. 『B'z The Best "Treasure"』初回特典

## 外部連結
- B'z Official Web Site（页面存档备份，存于）
- .:: Being GROUP ::.（页面存档备份，存于）（官方網站）
- Musing（页面存档备份，存于）（Being GIZA VERMILLION 官方音樂入口網站）
- YouTube上的Being Official YouTube Channel頻道
- Beingニコニコチャンネル （页面存档备份，存于）（Niconico頻道）